# Campylocheta latigena
Campylocheta latigena är en tvåvingeart som beskrevs av Louis-Paul Mesnil 1974. Campylocheta latigena ingår i släktet Campylocheta och familjen parasitflugor. Inga underarter finns listade i Catalogue of Life.